# Попов Іван Васильович (радянський діяч)
Іван Васильович Попов (12 січня 1894, село Верхолипово Орловського повіту Вятської губернії, тепер Верхошижемського району Кіровської області, Російська Федерація — 11 березня 1952, місто Москва, тепер Російська Федерація) — радянський діяч. Депутат Всеросійських Установчих зборів у 1917 році. Член ВУЦВК та ЦВК СРСР.

## Життєпис
Народився в родині священника. З 1904 по 1908 рік навчався у Вятському духовному училищі. У 1908 році за революційну діяльність відрахований із училища. Закінчив Глазовську чоловічу гімназію Вятської губернії.
У 1913—1917 роках — студент історико-філологічного факультету Санкт-Петербурзького університету, закінчив три курси.
Член РСДРП(б) з березня 1917 року.
У травні — жовтні 1917 року — голова Глазовського повітового комітету РСДРП(б) Вятської губернії.
У жовтні 1917 — лютому 1918 року — голова Вятського губернського бюро РСДРП(б). Обраний депутатом Всеросійських Установчих зборів від Вятського виборчого округу за списком № 11 (РСДРП(б)). 
У квітні — жовтні 1918 року — голова Вятського губернського надзвичайного революційного штабу.
Одночасно в травні — червні 1918 року — голова виконавчого комітету Вятської губернської ради.
У жовтні 1919 — січні 1920 року — заступник голови Тюменського губернського революційного комітету.
У січні — лютому 1920 року — голова Тюменського губернського революційного комітету.
До липня 1920 року — заступник голови виконавчого комітету Вятської міської ради.
У липні — грудні 1920 року — голова виконавчого комітету Вятської міської ради.
У серпні 1920 — липні 1921 року — заступник голови Виконавчого комітету Вятської губернської ради.
З вересня 1921 року — уповноважений Вотської автономної області при РГК РРФСР у Москві.
У січні — грудні 1922 року — голова виконавчого комітету Тюменської губернської ради.
У грудні 1922 — червні 1924 року — голова виконавчого комітету Чернігівської губернської ради.
У серпні 1924 — квітні 1925 року — голова виконавчого комітету Приморської губернської ради.
У квітні 1925 — травні 1926 року — начальник Управління місцевих фінансів Народного комісаріату фінансів СРСР.
6 травня 1926 — 5 березня 1927 року — голова виконавчого комітету Смоленської губернської ради.
У лютому 1927 — 1929 року — начальник Податкового управління Народного комісаріату фінансів СРСР.
У 1929 році — уповноважений «Союзхліба» по Сибіру та Казакській АРСР. У 1930 році — член правління «Союзхліба».
У 1930—1933 роках — заступник голови виконавчого комітету Східно-Сибірської крайової ради; заступник голови виконавчого комітету Нижньо-Волзької крайової ради РРФСР.
У 1933—1935 роках — уповноважений Державної комісії з урожайності по Західно-Сибірському краю; уповноважений Державної комісії з урожайності по Азово-Чорноморському краю.
У лютому 1935 — 1937 року — начальник Управління олійних культур Народного комісаріату землеробства СРСР; інспектор Народного комісаріату землеробства СРСР.
У 1937 році — заступник постійного представника Удмуртської АРСР при Президії ВЦВК СРСР.
У 1938—1941 роках — консультант Постійного представництва Киргизької СРСР при Раді Народних Комісарів СРСР.
У 1941—1943 роках — керуючий Кіровської обласної контори «Заготзерно».
У 1943—1945 роках — інспектор Головного зернового управління.
У 1945—1946 роках — начальник житлового відділу Народного комісаріату заготівель СРСР.
З квітня 1946 року — позаштатний лектор Московського обласного та міського лекційного бюро. У 1951 році призначений директором Московського обласного лекційного бюро.
Помер 11 березня 1952 року в Москві.